# Högfors kyrka
Högfors kyrka (finska: Karkkilan kirkko) är en luthersk korskyrka i Högfors i sydvästra Finland. Träkyrkan, som uppfördes av byggmästaren Matti Öisti år 1781, är huvudkyrka i Högfors församling.
Högfors kyrka tillhör Esbo stift och det finns cirka 650 sittplatser i kyrkan. Tidigare hette Högfors stad Pyhäjärvi Ul (Ul stod för Uudenmaan lääni, Nylands län, eftersom det i Finland fanns flera kommuner med det namnet) och kyrkan kallades Pyhäjärvis Ul kyrka.

## Historia och arkitektur
Den första kyrkan i Högfors byggdes cirka år 1660 som ett bönhus. Detta bönhus låg troligen nära den nuvarande kyrkan på kyrkans södra sida. I bönhuset fanns åtta bänkar på männens sida och tio bänkar på kvinnornas sida. På norra sidan av bönhuset fanns en sakristia. Bredvid bönhuset fanns en klockstapel med en kyrkklocka som gick sönder år 1697. År 1740 reparerades klockan i Åbo av mästaren Nähsman. Samma år byggdes en vinkällare under bönhuset. År 1798 begravdes den sista personen under den gamla kyrkan.
Den nuvarande kyrkan byggdes år 1781 av byggmästaren Matti Öisti från Laihela. Kyrkan har nyklassiska detaljer och uppe på kyrktaket mitt i kyrkan finns en takryttare. Inne i kyrkan finns breda trävalv. Kyrkans yta är 370 m² och kyrkan har reparerats år 1872, 1899, 1925 och 1954. År 1825 målades kyrkans yttre väggar röda, år 1873 målades de gula och sedan målades de röda igen år 1954.
Kyrkans nuvarande klockstapel byggdes av Martin Tolpo år 1804. Klockstapelns mellersta våning användes som ett spannmålsmagasin fram till år 1859. Genom klockstapelns nedre våning gick man till kyrkogården. Klockstapeln har två kyrkklockor; den gamla kyrkklockan från den gamla klockstapeln och en nyare liten klocka.

## Inventarier

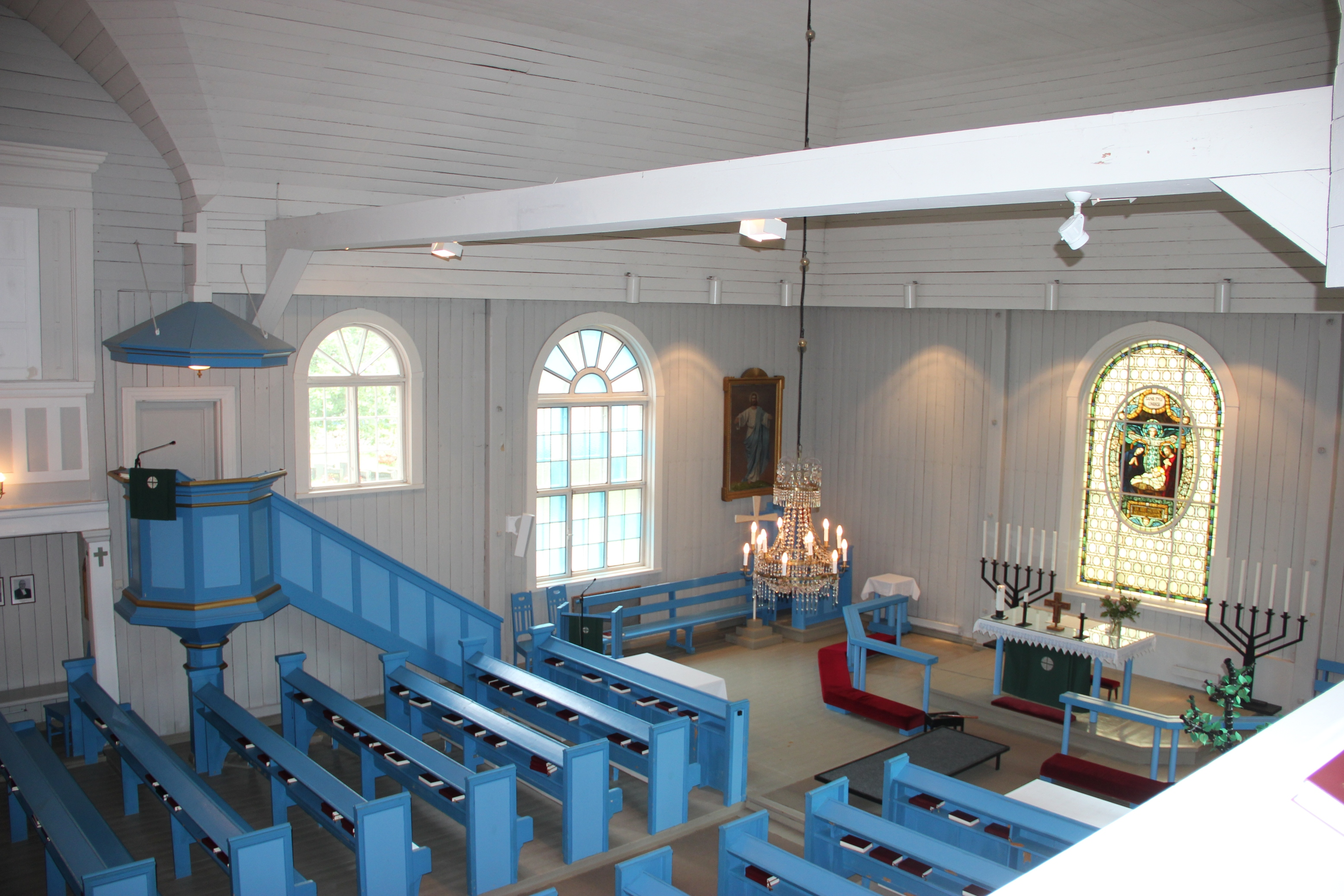
Interiör i Högfors kyrka.

Högfors kyrkas huvudorgel har 18 orgelstämmor och är tillverkad av Kangasala orgelfabrik år 1970. Den första orgeln fick kyrkan år 1873. Denna orgel hade sex orgelstämmor men år 1908 tillades sju orgelstämmor så att orgeln hade sammanlagt 13 orgelstämmor.
Altarets glasmålning, som tillkom år 1925, föreställer Jesusbarnet i krubban. Målningen är utförd av konstnären F.X. Zettler.